# Parques del Río Medellín
Parques del Río Medellín es un parque lineal localizado en ambas orillas del río Medellín en Medellín, Colombia.
El diseño arquitectónico estuvo a cargo de la oficina colombiana Latitud Taller de Arquitectura y Ciudad, quienes se adjudicaron el proyecto en 2013.
En 2016, el proyecto recibió el Gran Premio de la 2° Bienal Latinoamericana de Arquitectura de Paisaje.

## Historia

### Antecedentes (sigloXVI-2014)
En 1883, se realizó la primera rectificación del río Medellín desde Guayaquil hasta Moravia. En 1899, Carlos E. Restrepo y Gonzalo Escobar, después de una visita a la ciudad de Bogotá, sugirieron la creación de la Sociedad de Mejoras Públicas, como una forma de impulsar el nuevo modelo de vida que se empezaba a formar en los contornos del río.
En 1913, la creación del plano Medellín Futuro, contempló la visión de nuevas zonas verdes, espacios públicos, vías para un transporte de diversas formas, y la evolución de los servicios públicos, la electricidad y el teléfono.
En 1942, Pedro Nel Gómez presentó el proyecto de un parque nacional entre el cerro Nutibara y el cerro El Volador con instalaciones deportivas, recreativas, un jardín botánico y vías navegables por las aguas del río.
Entre 1943-1944, el Gobierno Nacional y los representantes de la sociedad en Medellín, decretaron la construcción de unas avenidas paralelas al río—«Avenidas del Río»— en lugar del parque nacional.
En 1946, se inició la canalización del río Medellín con placas inclinadas de concreto. Nueve años más tarde, se fundó Empresas Públicas de Medellín como un ente descentralizado para el saneamiento del río Medellín y sus quebradas afluentes.
Entre 2010 y 2011, el Plan Director para Medellín estableció la creación de un nuevo hábitat de integración ambiental y urbanística en el área metropolitana, con intervenciones en el río para el uso público.

### Anuncio oficial (2013)
En junio de 2013, la Sociedad Colombiana de Arquitectos presentó el concurso internacional de diseño del parque del Río Medellín, con el objetivo de premiar la propuesta que "mejor integre el río a la ciudad metropolitana, favoreciendo la creación de espacio público mediante la reorganización de la infraestructura vial que ocupa las márgenes del mismo".
El diciembre del mismo año, la oficina de arquitectura «Latitud Taller de Arquitectura y Ciudad» obtuvo el primer lugar del concurso, adjudicándose del diseño del parque.
En 2014 se aprueba el Plan de Ordenamiento Territorial, el cual establece en su Acuerdo 48 de 2014, la construcción del megaproyecto Parques del Río Medellín.

### Construcción y apertura (2015-2019)
La obra fue adjudicada en 2015 por un total de 162 mil millones de pesos colombianos. En julio de 2015, empezó la construcción de la primera etapa del parque, correspondiendo al costado occidental del río Medellín, la cual incluyó en su diseño 185 km carril de vías a nivel, 82 km vías soterradas, 22 km vías cubiertas; 32 km de ciclorrutas, 180 hectáreas para conexión de cerros tutelares y la siembra de árboles.
En septiembre de 2016, fue inaugurada el tramo 1A del parque. En noviembre de 2019, fue inaugurado el tramo 1B, el cual tiene una extensión lineal de 470 metros y una vía férrea para un posible ferrocarril. 
Al momento de su inauguración, los costos del proyecto superaron los 409 mil millones de pesos colombianos.

## Características
La primera fase de construcción consistió en un soterrado de siete carriles de 390 metros de longitud. En el espacio liberado, se construyó un parque con 1.776 árboles de 126 especies diferentes, 440 metros de ciclovías, 5.800 metros cuadrados de senderos peatonales, juegos infantiles y un edificio de mantenimiento.